# Crypteria (Franckomyia) recessiva
Crypteria (Franckomyia) recessiva is een tweevleugelige uit de familie steltmuggen (Limoniidae). De soort komt voor in het Oriëntaals gebied.